# Entomophaga grylli
Entomophaga grylli är en svampart som först beskrevs av Johann Baptist Georg Wolfgang Fresenius, och fick sitt nu gällande namn av A. Batko 1964. Entomophaga grylli ingår i släktet Entomophaga och familjen Entomophthoraceae.   Inga underarter finns listade i Catalogue of Life.